# バウチャーコン
バウチャーコン（Bouchercon、正式名称：the Anthony Boucher Memorial World Mystery Convention ）は、ミステリ・推理小説の創作者（作家・批評家）や愛好者が年に一度集まる世界大会。作家、批評家、編集者だったアントニー・バウチャーに敬意を表してその名が付けられた。
毎年秋に、異なる都市でボランティアらの手によって開催される。大会は木曜日から日曜日まで行われる。
各年ごとに優れた推理小説の推薦・投票が行われ、アンソニー賞（長編賞・新人賞・短編賞・評論 / ノンフィクション賞・ペーパーバック賞）が決定する（1986年 - ）。
参加者は、作家、書店員、出版関係者やミステリや推理小説の読者などである。第1回大会は1970年にカリフォルニア州サンタモニカで開催され、名誉ゲストは「サイコ」で知られるロバート・ブロックであった。

## 開催地及び名誉賞受賞者
| 回 | 年     | 開催地                           | 功労賞受賞者                           |
| -- | ------ | -------------------------------- | -------------------------------------- |
| 1  | 1970年 | カリフォルニア州サンタモニカ     | -                                      |
| 2  | 1971年 | カリフォルニア州ロサンゼルス     | -                                      |
| 3  | 1972年 | カリフォルニア州ロサンゼルス     | -                                      |
| 4  | 1973年 | マサチューセッツ州ボストン       | -                                      |
| 5  | 1974年 | カリフォルニア州オークランド     | -                                      |
| 6  | 1975年 | イリノイ州シカゴ                 | -                                      |
| 7  | 1976年 | カリフォルニア州カルバーシティ   | -                                      |
| 8  | 1977年 | ニューヨーク州ニューヨーク       | -                                      |
| 9  | 1978年 | イリノイ州シカゴ                 | -                                      |
| 10 | 1979年 | カリフォルニア州ロサンゼルス     | -                                      |
| 11 | 1980年 | ワシントンD.C.                   | -                                      |
| 12 | 1981年 | ウィスコンシン州ミルウォーキー   | -                                      |
| 13 | 1982年 | カリフォルニア州サンフランシスコ | -                                      |
| 14 | 1983年 | ニューヨーク州ニューヨーク       | -                                      |
| 15 | 1984年 | イリノイ州シカゴ                 | -                                      |
| 16 | 1985年 | カリフォルニア州サンフランシスコ | -                                      |
| 17 | 1986年 | メリーランド州ボルチモア         | -                                      |
| 18 | 1987年 | ミネソタ州ミネアポリス           | -                                      |
| 19 | 1988年 | カリフォルニア州サンディエゴ     | -                                      |
| 20 | 1989年 | ペンシルベニア州フィラデルフィア | ドロシー・ソールズベリ・デイヴィス     |
| 21 | 1990年 | イングランド・ロンドン           | マイケル・ギルバート                   |
| 22 | 1991年 | カリフォルニア州パサデナ         | ウィリアム・キャンベル・ゴールト       |
| 23 | 1992年 | オンタリオ州トロント             | シャーロット・マクラウド               |
| 24 | 1993年 | ネブラスカ州オマハ               | ハモンド・イネス、ラルフ・マキナニー   |
| 25 | 1994年 | ワシントン州シアトル             | トニイ・ヒラーマン                     |
| 26 | 1995年 | イングランド・ノッティンガム     | -                                      |
| 27 | 1996年 | ミネソタ州セントポール           | -                                      |
| 28 | 1997年 | カリフォルニア州モントレー       | ドナルド・E・ウェストレイク            |
| 29 | 1998年 | ペンシルベニア州フィラデルフィア | -                                      |
| 30 | 1999年 | ウィスコンシン州ミルウォーキー   | レン・モファット、ジューン・モファット |
| 31 | 2000年 | コロラド州デンバー               | ジェーン・ラングトン                   |
| 32 | 2001年 | ワシントンD.C.                   | エドワード・D・ホック                  |
| 33 | 2002年 | テキサス州オースティン           | -                                      |
| 34 | 2003年 | ネバダ州ラスベガス               | -                                      |
| 35 | 2004年 | オンタリオ州トロント             | バーナード・コーンウェル               |
| 36 | 2005年 | イリノイ州シカゴ                 | ビル・プロンジーニ、マーシャ・ミュラー |
| 37 | 2006年 | ウィスコンシン州マディソン       | ロバート・B・パーカー                  |
| 38 | 2007年 | アラスカ州アンカレッジ           | ジェイムズ・サリス                     |
| 39 | 2008年 | メリーランド州ボルチモア         | ローレンス・ブロック                   |
| 40 | 2009年 | インディアナ州インディアナポリス | Allen J. Hubin                         |
| 41 | 2010年 | カリフォルニア州サンフランシスコ | リー・チャイルド                       |
| 42 | 2011年 | ミズーリ州セントルイス           | サラ・パレツキー                       |
| 43 | 2012年 | オハイオ州クリーブランド         | メアリ・H・クラーク                    |
| 44 | 2013年 | ニューヨーク州オールバニ         | スー・グラフトン                       |
| 45 | 2014年 | カリフォルニア州ロングビーチ     | ジェフリー・ディーヴァー               |
| 46 | 2015年 | ノースカロライナ州ローリー       | マーガレット・マロン                   |
| 47 | 2016年 | ルイジアナ州ニューオーリンズ     | ディヴィッド・マレル                   |
| 48 | 2017年 | オンタリオ州トロント             |                                        |
| 49 | 2018年 | フロリダ州セントピーターズバーグ | イアン・ランキン                       |

## 日本の推理作家の参加
1997年10月30日から11月2日にかけてカリフォルニア州モントレーで開催された第28回バウチャーコンには、日本推理作家協会50周年事業のひとつとして日本の推理作家の井沢元彦および推理小説研究家の山前譲が派遣された（最初に渡米を打診されたのはアメリカで作品の英訳が出版されていた宮部みゆきで、それに井沢元彦が同行する予定だったが、宮部みゆきが飛行機に乗りたくないと言ったため、作品の英訳が出版されていない井沢元彦と山前譲が派遣されることになった）。最終日には日本の推理小説の英訳アンソロジーを編纂したこともあるジョン・アポストロウを司会役に、日本の推理小説について語るパネル・ディスカッションが開かれた。井沢元彦、山前譲以外の参加者は以下の通り。
- 千田宏之 - 『ミステリマガジン』編集部
- ロバート・J・コリンズ - 日本在住（当時）のアメリカ人作家。『日米摩擦、やっと原点が見えてきた』などの小説のほか、カワムラ警部を主人公とする長編推理小説シリーズ発表している。
- ジェイムズ・メルヴィル（英語版） - イギリスの推理作家。10年ほど日本に住んだ経験があり、日本を舞台にした大谷本部長捜査シリーズなどの著作がある。
- ローラ・ジョー・ローランド（英語版） - アメリカの推理作家。17世紀の日本を舞台にした長編推理小説シリーズを発表している。

なお、翌1998年の第29回バウチャーコンではアジアの推理小説についてのパネル・ディスカッションが開かれ、日本からは前年に引き続き『ミステリマガジン』の千田宏之が参加した。司会者はジョン・アポストロウで、ほかの参加者は、日本を舞台にした『雪殺人事件』でアガサ賞最優秀処女長編賞を受賞したスジャータ・マッシー、現代中国を舞台にしたミステリ『黄昏の北京 王警部補の事件簿』などの著作があるクリストファー・ウエスト、19世紀の香港を舞台にしたミステリの著作があるディーン・バレット。